# Goldenstedt
Goldenstedt ist eine Gemeinde im Landkreis Vechta in Niedersachsen.

## Geografie

### Geografische Lage
Die Gemeinde Goldenstedt liegt rund 12 km südlich von Wildeshausen im Süden des Naturparks Wildeshauser Geest. Sie wird nach Norden von der Visbeker Bauerschaft Bonrechtern, der Wildeshauser Bauerschaft Hanstedt und dem Denghauser Mühlbach begrenzt, nach Osten von der Hunte, nach Süden vom Naturschutzgebiet Goldenstedter Moor und nach Westen vom Vechtaer Moorbach und dem Waldgebiet Herrenholz. Von West nach Ost verläuft innerhalb Goldenstedts der Goldenstedter Mühlenbach, der den Ortskern durchquert, bevor er in die Hunte mündet. Der Oberlauf des Baches ist als Landschaftsschutzgebiet ausgewiesen.

### Gemeindegliederung
Die Gemeinde gliedert sich in die beiden Hauptorte Goldenstedt und Lutten (Vorwahl 04441) sowie 13 zugehörige Bauerschaften. Bauerschaften der Altgemeinde Goldenstedt sind Ambergen, Arkeburg (Vorwahl 04441), Einen (Vorwahl 04434), Ellenstedt, Gastrup, Goldenstedt-Heide, Lahr und Varenesch. Bauerschaften der Altgemeinde Lutten sind Amerbusch (Vorwahl 04441), Höven, Osterende, Timpen und Westerlutten.

### Nachbargemeinden
Nachbargemeinden der Gemeinde Goldenstedt sind im Uhrzeigersinn von Norden die Stadt Wildeshausen, die Gemeinde Colnrade, die Stadt Twistringen, die Gemeinden Barnstorf und Drebber, die Stadt Vechta und die Gemeinde Visbek.
| Visbek (10 km)            | Wildeshausen (12 km) | Colnrade (5 km)     |  |
| Vechta-Langförden (12 km) |                      | Twistringen (14 km) |  |
| Vechta-Kernstadt (13 km)  | Drebber (16 km)      | Barnstorf (10 km)   |  |

Die Entfernungsangaben beziehen sich auf die Entfernung bis zum Ortszentrum.

## Klima
In Goldenstedt herrscht ein durch feuchte Nordwestwinde von der Nordsee beeinflusstes gemäßigtes Seeklima mit milden Wintern, warmen Sommern und ganzjährig gleichmäßig verteilten, mäßigen Niederschlägen. Die Sommer sind häufig trocken und sonnig, während im Winter gelegentlich Schnee fällt.
Im Jahre 2023 betrug die durchschnittliche Temperatur 11,2 °C. Sie ist tendenziell steigend. Sie betrug in den letzten zehn Jahren durchschnittlich 10,6 °C und in den letzten 100 Jahren waren es durchschnittlich 9,2 °C.
Zwischen Mai und August kann mit durchschnittlich 20–25 Sommertagen (klimatologische Bezeichnung für Tage, an denen die Maximaltemperatur 25 °C übersteigt) gerechnet werden.
Es gibt je nach Messmethode und Definition durchschnittlich etwa 1627–2275 Sonnenstunden pro Jahr.
Es fällt jährlich ca. 700 mm Niederschlag.

## Geschichte

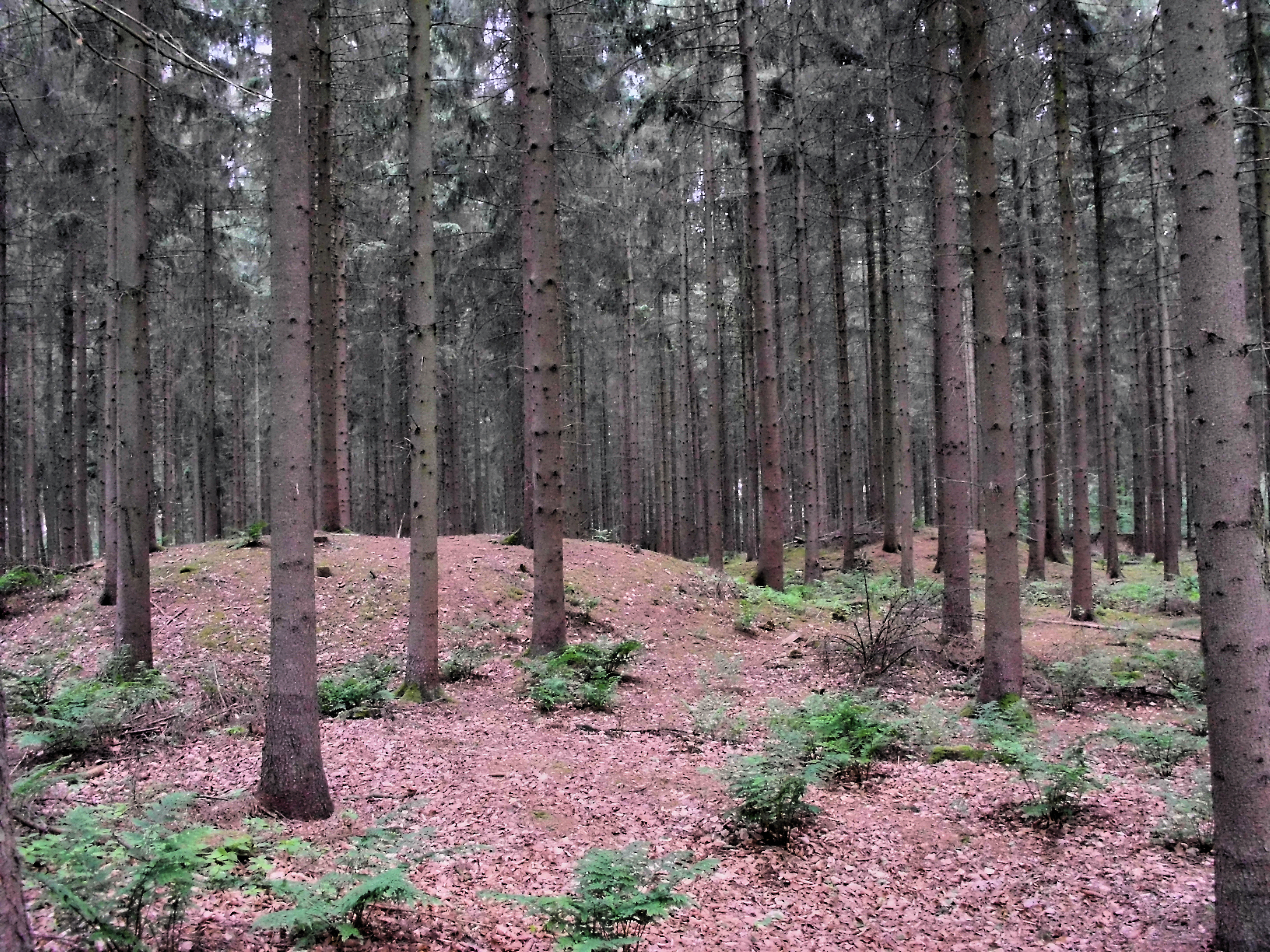
Hügelgräberfeld im Wald bei Einen

Auf bronzezeitliche Besiedlung weist der Hortfund von Goldenstedt. In Einen und Lahr sind vorgeschichtliche Hügelgräber zu finden. Sie wurden vermutlich im 6. vorchristlichen Jahrhundert angelegt.

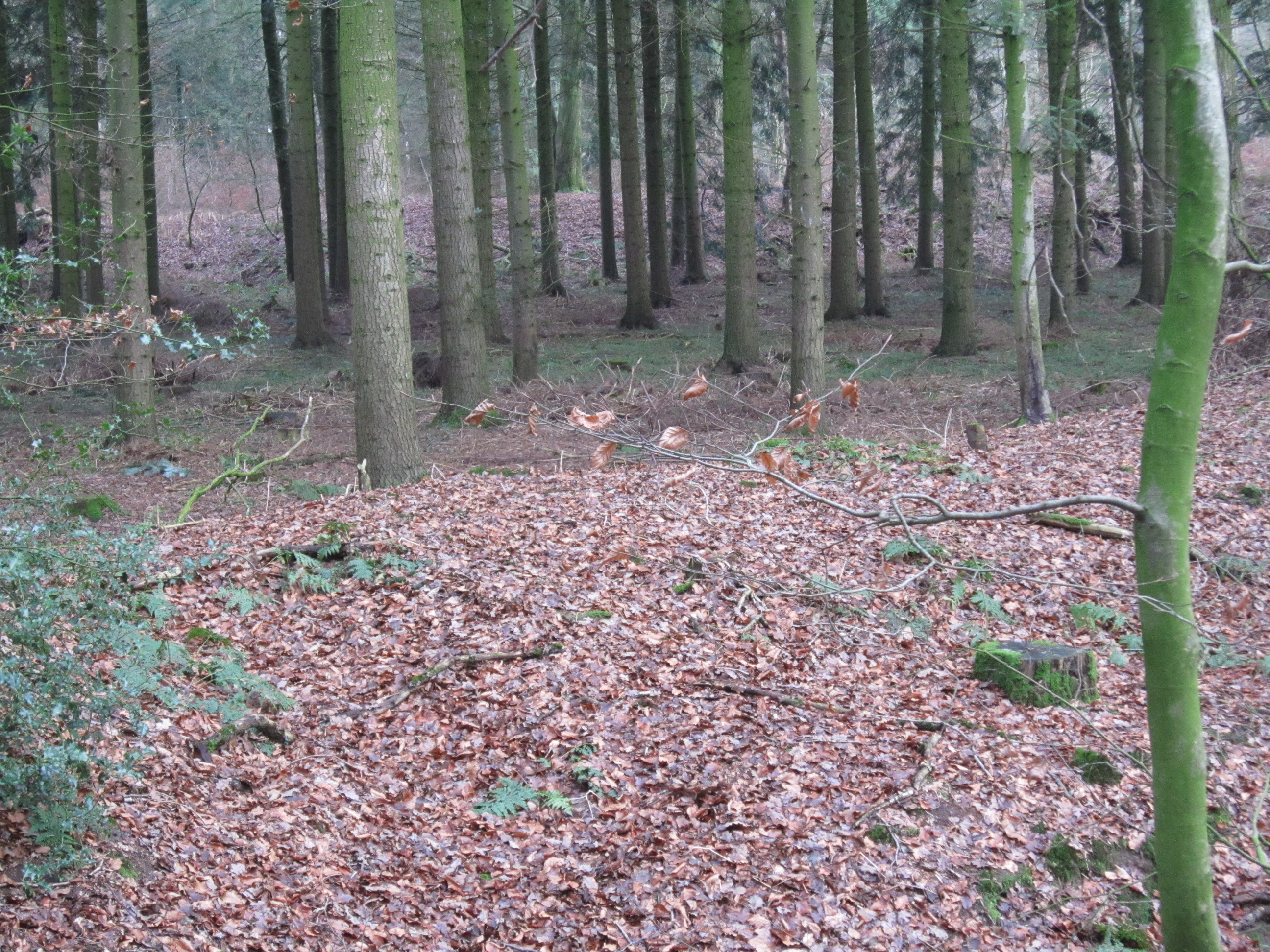
Äußerer (vorne) und innerer (hinten) Ringwall der Arkeburg, vor den Rekonstruktionsarbeiten aufgenommen

Im frühen Mittelalter wurde die Arkeburg in der gleichnamigen heutigen Bauerschaft errichtet. Schriftliche Dokumente aus dem Mittelalter über die Burg existieren nicht. 2017 wurde eine Teilrekonstruktion der Burganlage mit Informationstafeln der Öffentlichkeit zugänglich gemacht.
Die erste Kirche in Goldenstedt wurde bereits gegen Ende des 8. Jahrhunderts unter Abt Gerbert Castus von der Missionszelle Visbek aus gegründet und ist eine Urkirche des nordwestlichen sächsischen Lerigaus. Diese Kirche wurde zusammen mit dem Kloster (cellula) Visbek durch Ludwig den Deutschen 855 der Benediktinerabtei Corvey an der Weser geschenkt.
Die Gemeinde wurde 1080 zum ersten Mal urkundlich erwähnt. Einer von Carl Heinrich Nieberding erzählten Sage zufolge soll der Name des Ortes ebenso wie der der „Goldenen Brücke“ über die Hunte bei Goldenstedt auf eine Begebenheit im Jahr 1011 zurückzuführen sein.
Die 1974 im Zuge der niedersächsischen Gemeindegebietsreform wider den Willen der Bevölkerung eingemeindete Ortschaft Lutten wurde bereits 872 genannt.
Bekannt wurde Goldenstedt durch das Simultaneum mixtum. Es entstand in der Zeit von 1650 bis 1850. In dieser Zeit lag der Ort an der Grenze zweier Herrschaftsbereiche mit unterschiedlichen Konfessionen: dem katholischen Niederstift Münster und den protestantischen Gebieten Braunschweig-Lüneburg bzw. Hannover. 1817 endete die Zweiherrigkeit, und 1850, nach dem Bau der evangelischen Martin-Luther-Kirche in Goldenstedt, auch das Simultaneum mixtum. Über dieses Thema schrieb der Schriftsteller Bernd Kessens den Aufsehen erregenden Roman „… und an den Füßen eine goldene Uhr“.
Als die Nationalsozialisten 1938 die konfessionellen Volksschulen in Gemeinschaftsschulen umwandeln wollten, formierte sich in Goldenstedt Widerstand. Zahlreiche katholische und evangelische Christen boykottierten die NS-Feier am „Nationalen Feiertag des deutschen Volkes“ (1. Mai) und versammelten sich stattdessen auf dem Hof Herbrügge in der Bauerschaft Osterende, wo ein Hofkreuz eingeweiht wurde. Am folgenden Tag wurde ein Aufruf angeschlagen:

„Bürger Goldenstedts, mit dem 1. Mai beginnt ein neuer Kampf, der Religionskampf. … Wir wollen Christen sein und keine Neuheiden.“

Die Eltern weigerten sich, ihre Kinder zur Schule zu schicken, und versammelten sich vor der St.-Gorgonius-Kirche. Darauf wurden Gestapo-Beamte und ein Zug Schutzpolizei aus Wilhelmshaven nach Goldenstedt entsandt. 14 Männer wurden verhaftet, 12 von ihnen in die Konzentrationslager Oranienburg und Buchenwald eingeliefert.

## Eingemeindungen
Am 1. März 1974 wurde die Nachbargemeinde Lutten in die Gemeinde Goldenstedt eingegliedert.

## Politik

### Rat
Der Rat der Gemeinde Goldenstedt besteht aus 24 Ratsfrauen und Ratsherren. Dies ist die festgelegte Anzahl für eine Gemeinde mit einer Einwohnerzahl zwischen 9.001 und 10.000 Einwohnern. Die 24 Ratsmitglieder werden durch eine Kommunalwahl für jeweils fünf Jahre gewählt. Die aktuelle Amtszeit begann am 1. November 2021 und endet am 31. Oktober 2026.
Stimmberechtigt im Gemeinderat ist außerdem der parteilose hauptamtliche Bürgermeister.
Die letzten Ratswahlen ergaben folgende Sitzverteilungen:
| Partei/Wählergruppe                                                            | 2021 | 2016 |
| ------------------------------------------------------------------------------ | ---- | ---- |
| CDU                                                                            | 13   | 14   |
| Interessengemeinschaft für eine sinnvolle Gemeindegestaltung Goldenstedt (IGG) | 04   | 04   |
| FDP                                                                            | 03   | 02   |
| SPD                                                                            | 02   | 02   |
| GRÜNE                                                                          | 01   | 01   |
| AfD                                                                            | 01   | 01   |

### Bürgermeister
Hauptamtlicher Bürgermeister der Gemeinde Goldenstedt ist seit 1. November 2019 Alfred Kuhlmann (parteilos). Davor war Willibald Meyer (CDU) am 11. September 2011 mit 74,5 % der Stimmen zum Bürgermeister gewählt worden. Die Wahlbeteiligung lag damals bei 58 %. Meyer war bereits von 1986 bis 2005 ehrenamtlicher Bürgermeister sowie von 2005 bis 2011 erster hauptamtlicher Bürgermeister der Gemeinde. Er war damit der niedersachsenweit dienstälteste Bürgermeister.

### Wappen
Beschreibung: In Gold eine blaue Axt mit der Schneide nach rechts zeigend von 6 roten Kugeln begleitet.
Symbolik: Das Wappen der Gemeinde Goldenstedt zeigt eine Holzaxt mit sechs Münzen. Die Axt deutet auf ein in alter Zeit bestehendes Holzgericht. Die rechts und links der Axt geführten Münzen weisen auf eine Sage hin, die zur Erklärung des Namens „Goldenstedt“ dient. Danach empfingen die Untertanen des Grafen aus dem benachbarten Diepholz diesen mit seiner jungen Gemahlin, Tochter eines Schwedenkönigs, an der Grenze des Kirchspiels, dort, wo noch heute die Brücke über die Hunte führt. Die Jungvermählten warfen hier eine Menge Goldmünzen unter das Volk. Seit dieser Zeit führt die Brücke den Namen „Goldene Brücke“ und die goldene Stätte den Namen „Goldenstedt“.

### Gemeindepartnerschaften
Seit 1987 bestehen Kontakte zu den zwei französischen Gemeinden Bosc-le-Hard und Clères in der Normandie, die im Mai 1989 zu einer offiziellen Gemeindepartnerschaft führten. Die Unterzeichnung der Urkunde erfolgte am 7. Mai 1989 in Goldenstedt und bei einem Gegenbesuch am 24. September 1990 in Frankreich.

## Kultur und Sehenswürdigkeiten

### Bauwerke
Die römisch-katholische Pfarrkirche St. Gorgonius im Zentrum der Gemeinde wurde 1908–1910 als Hallenkirche im neugotischen Stil nach Entwürfen des Bremer Architekten Heinrich Flügel erbaut. Sie ist 60 m lang und 30 m breit.
Die Kirche St. Heinrich (Ellenstedt) folgte 1913.
Die Arkeburg in der gleichnamigen Goldenstedter Bauerschaft ist die größte frühmittelalterliche Ringburganlage Nordwestdeutschlands. Die mit einem doppelten Ringwall ausgestattete Anlage stammt vermutlich aus der zweiten Hälfte des 8. Jahrhunderts. Sie wird seit 2017 zu einer Touristenattraktion ausgebaut.
Ebenfalls touristisch aufgewertet wurde Bredemeyers Hof, ein unmittelbar an der Landesstraße von Vechta nach Twistringen gelegenes Industriedenkmal.
Die Ostdeutschen Heimat- und Trachtenstuben befinden sich in Ambergen.

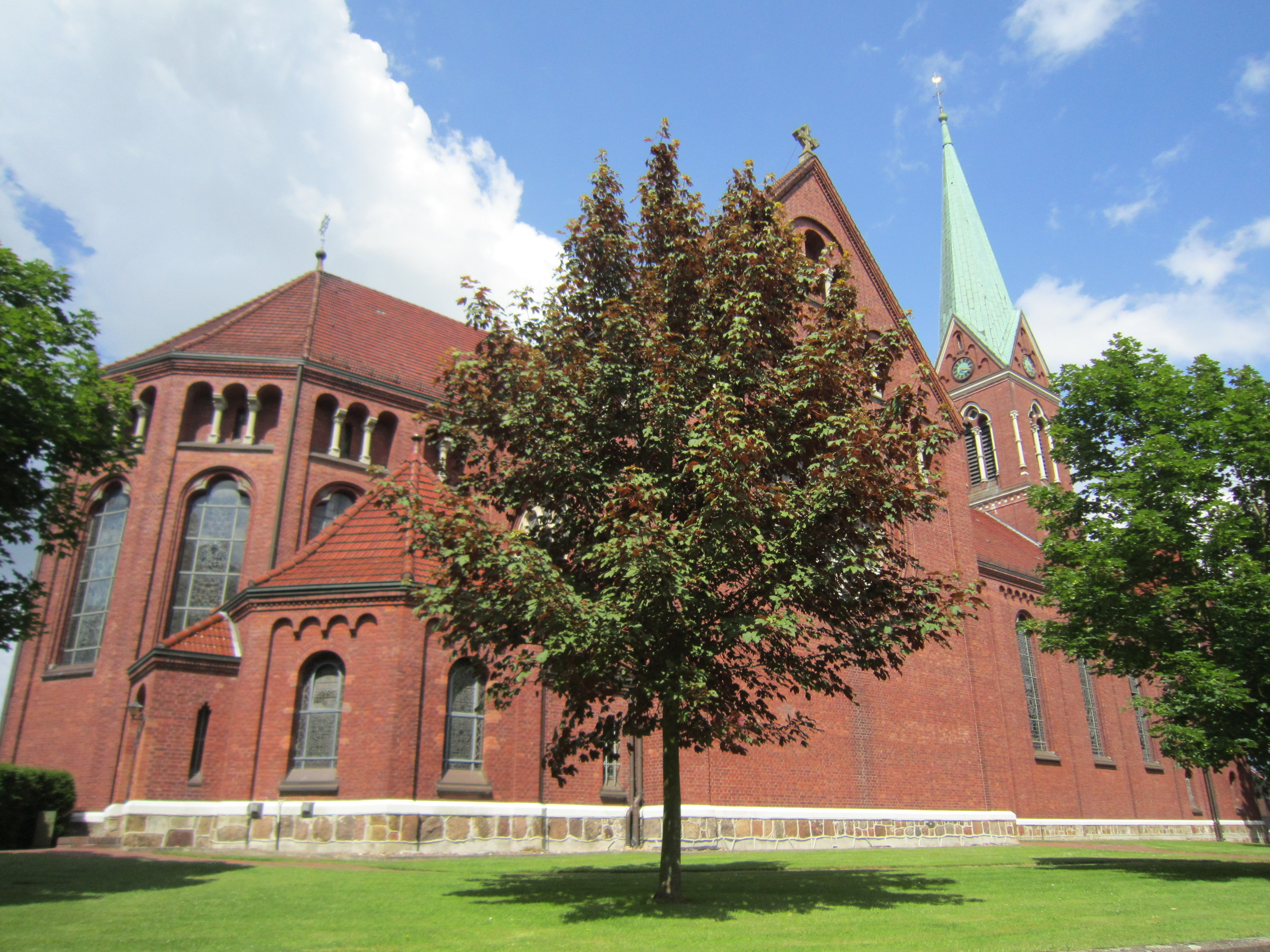
Pfarrkirche St. Gorgonius
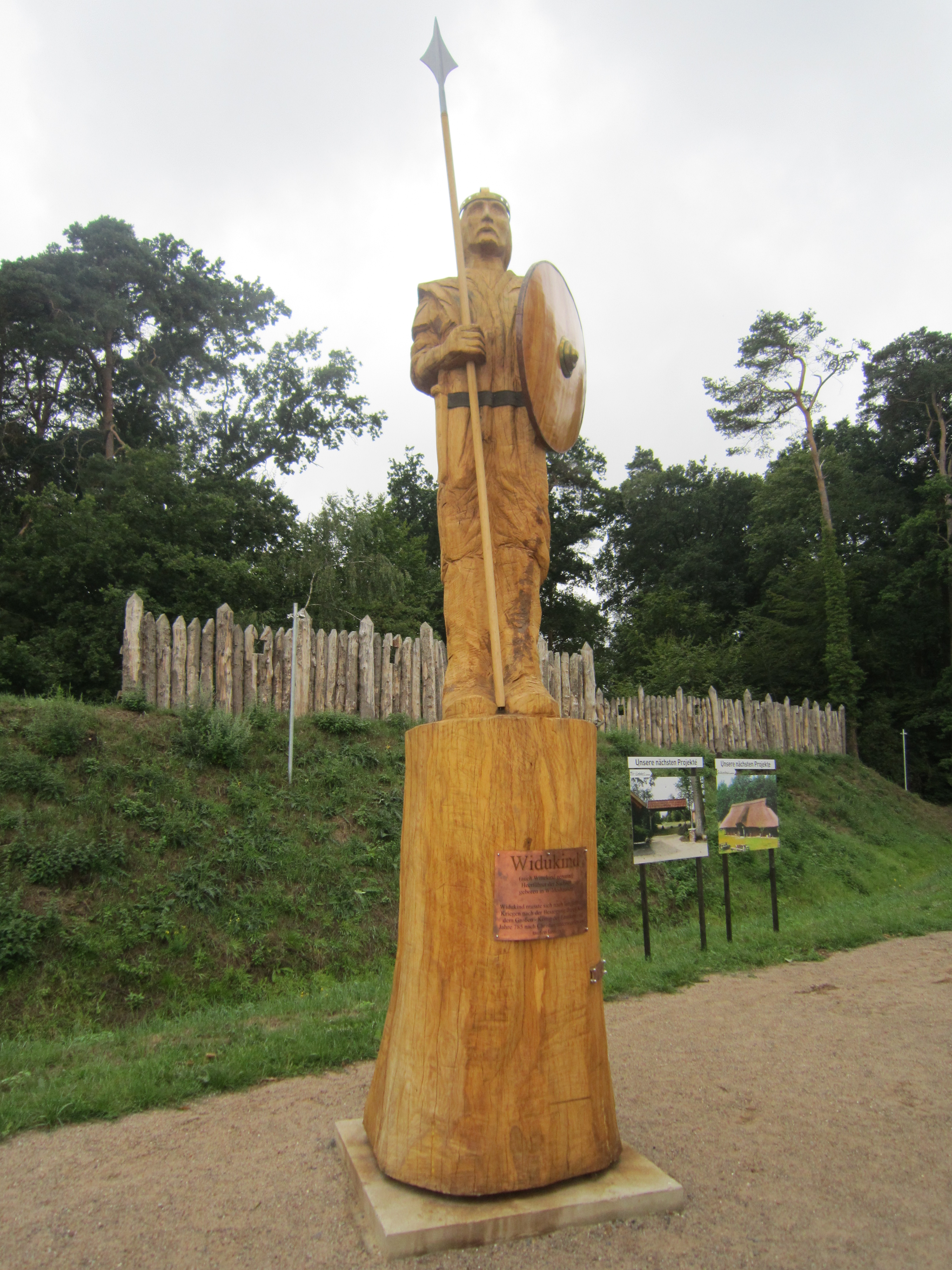
Arkeburg: Widukind-Statue am Beginn des Rundwegs, dahinter der äußere Ringwall mit Palisaden (aufgenommen im August 2019)
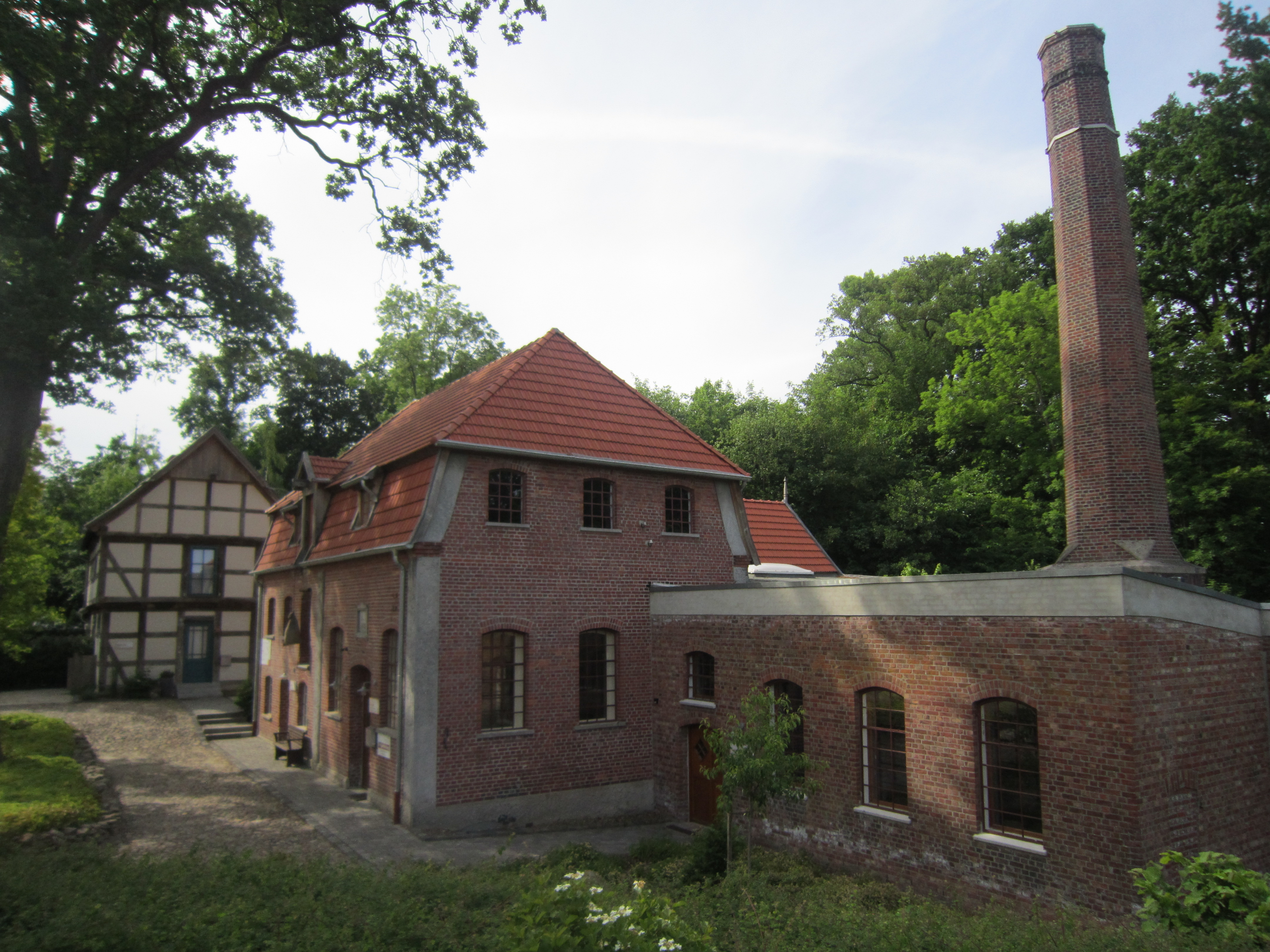
Industriedenkmal Bredemeyers Hof
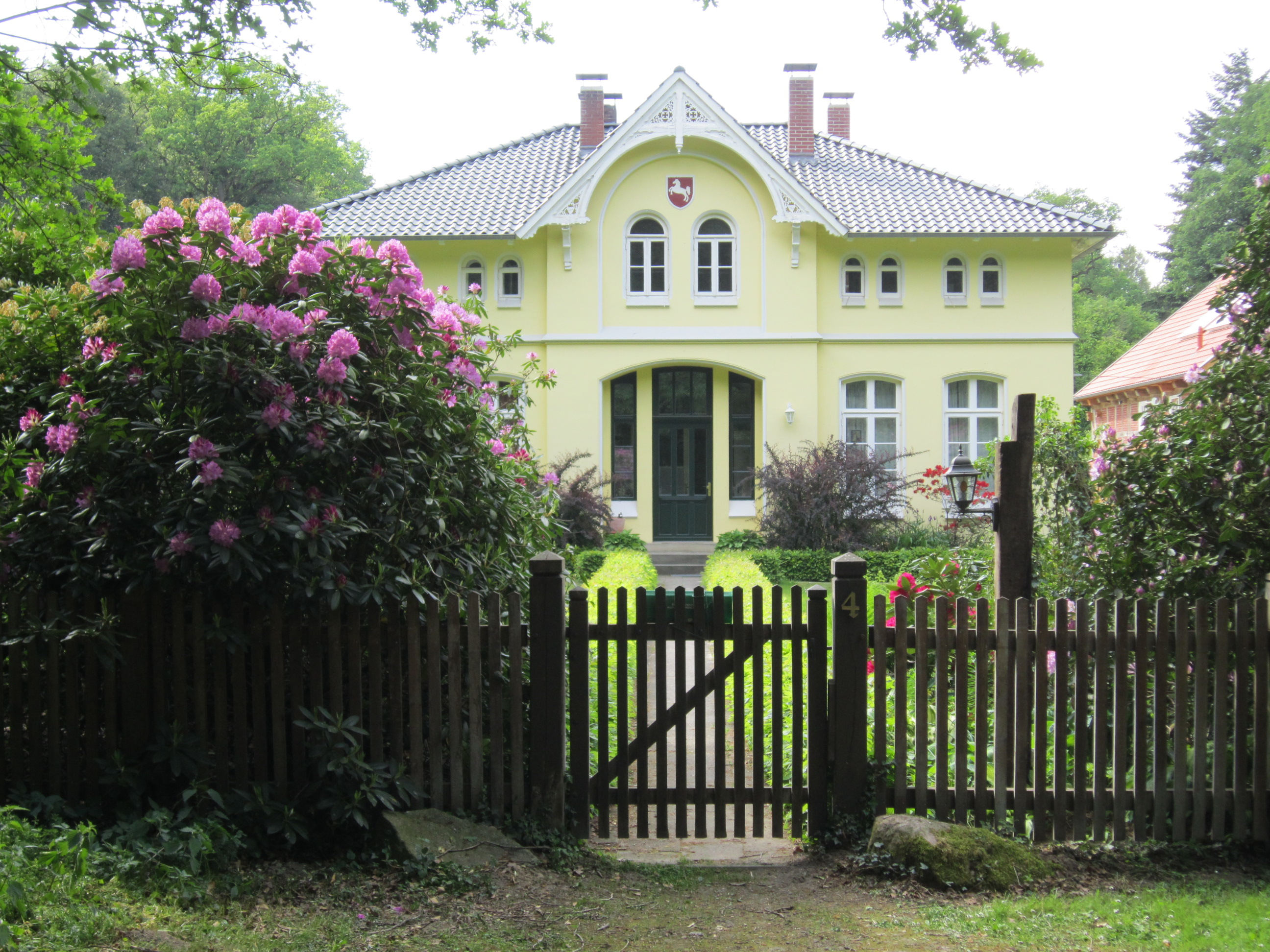
Forsthaus des Staatsforsts Herrenholz

### Skulpturen
Im Mai 2014 wurden die Sandsteinskulptur Drei Generationen und die Holzskulptur Mutter Erde von Uwe Oswald aus Anlass der Eröffnung des Mehrgenerationenparks eingeweiht. Diese und andere Skulpturen im Zentrum Goldenstedts sind Stationen der Goldenstedter Skulpturenmeile.
Am Rande Goldenstedts überspannt seit 2013 die Stahlskulptur Goldregen des Schmiedekünstlers Alfred Bullermann aus Friesoythe die Hunte südlich der „Goldenen Brücke“.
In die Anlage des „Hauses im Moor“, ebenfalls am Rande Goldenstedts gelegen, ist seit 1992 ein Pfad mit sieben einzelnen Holzfiguren und einem Triptychon von Uwe Oswald einbezogen.
Im Jahr 2021 kam am Mehrgenerationenpark die 4,50 m hohe Edelstahl-Plastik Moving Birds des Bildhauers Jürgen Heinz hinzu.

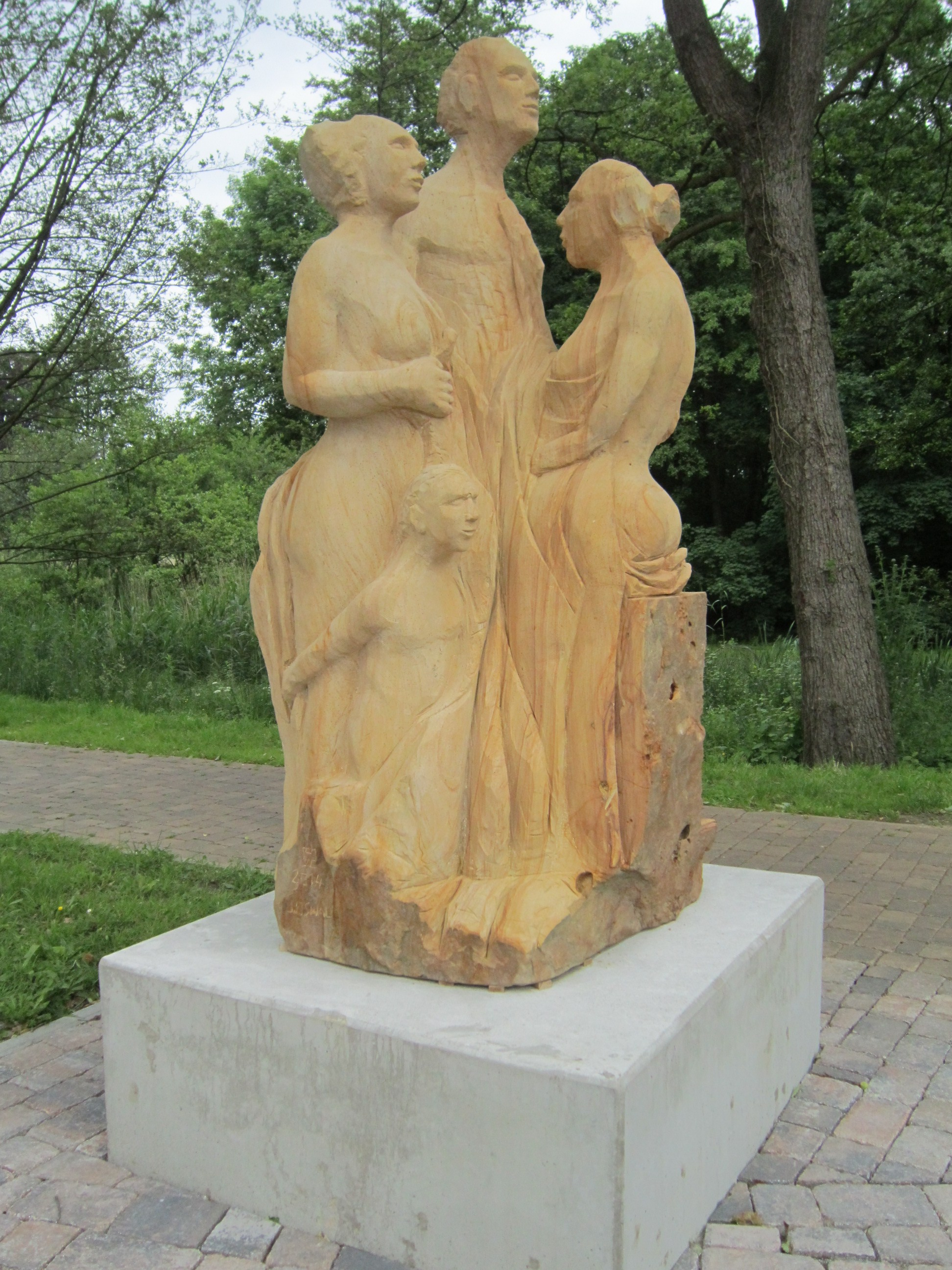
Sandsteinskulptur Drei Generationen
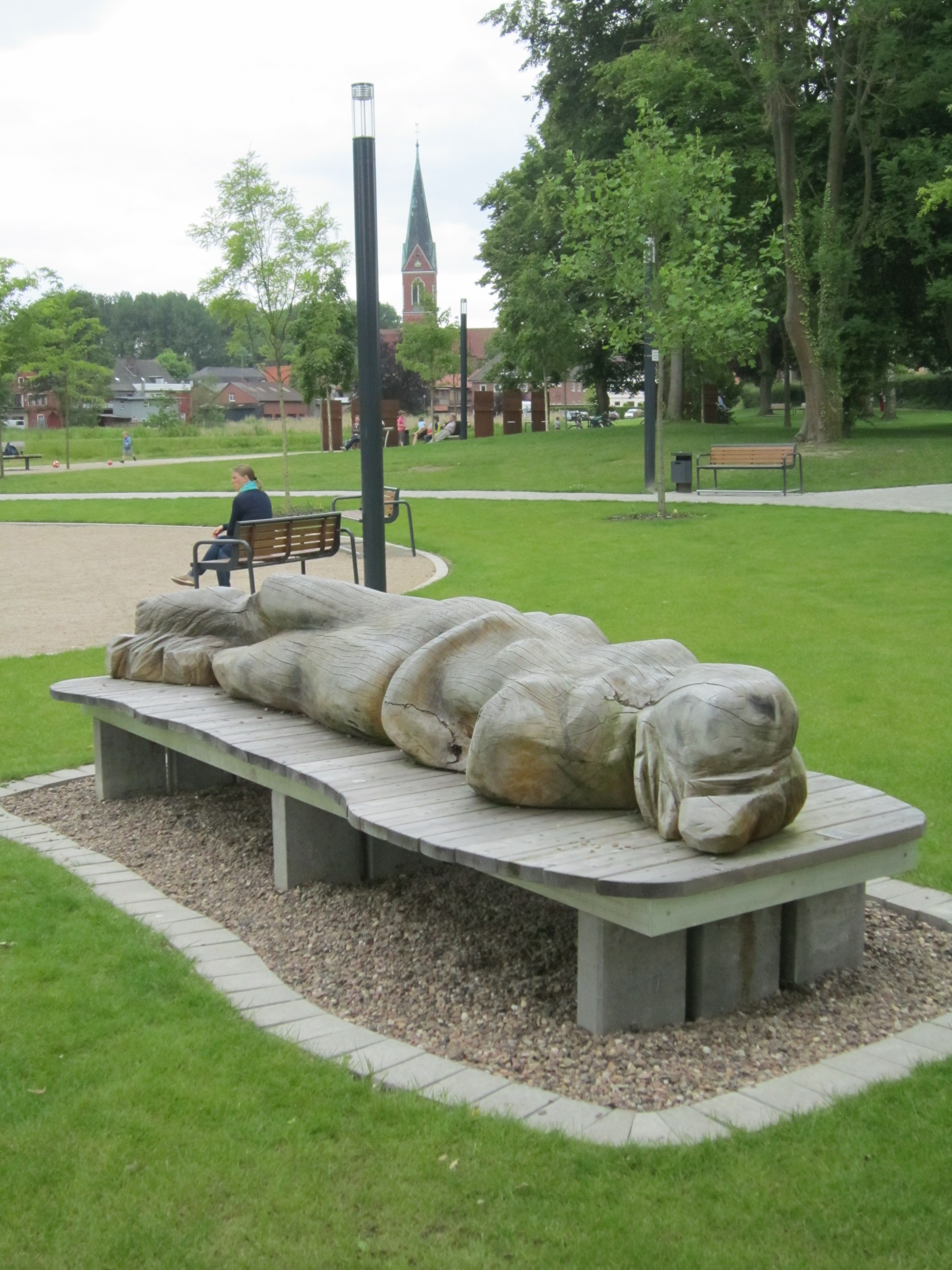
Holzskulptur Mutter Erde; im Hintergrund der Turm der Pfarrkirche St. Gorgonius
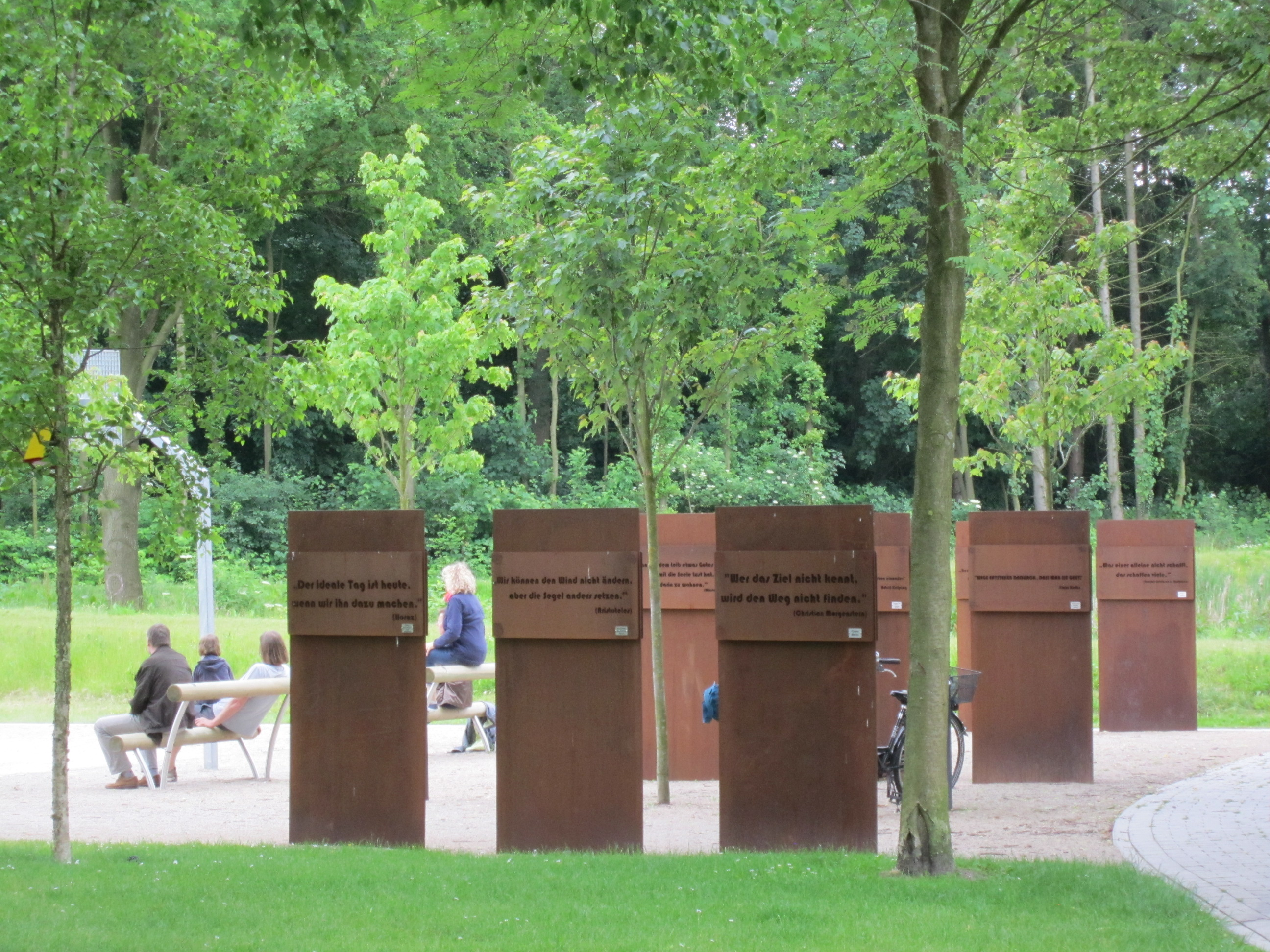
Inschriften auf eisernen Tafeln im Mehrgenerationenpark
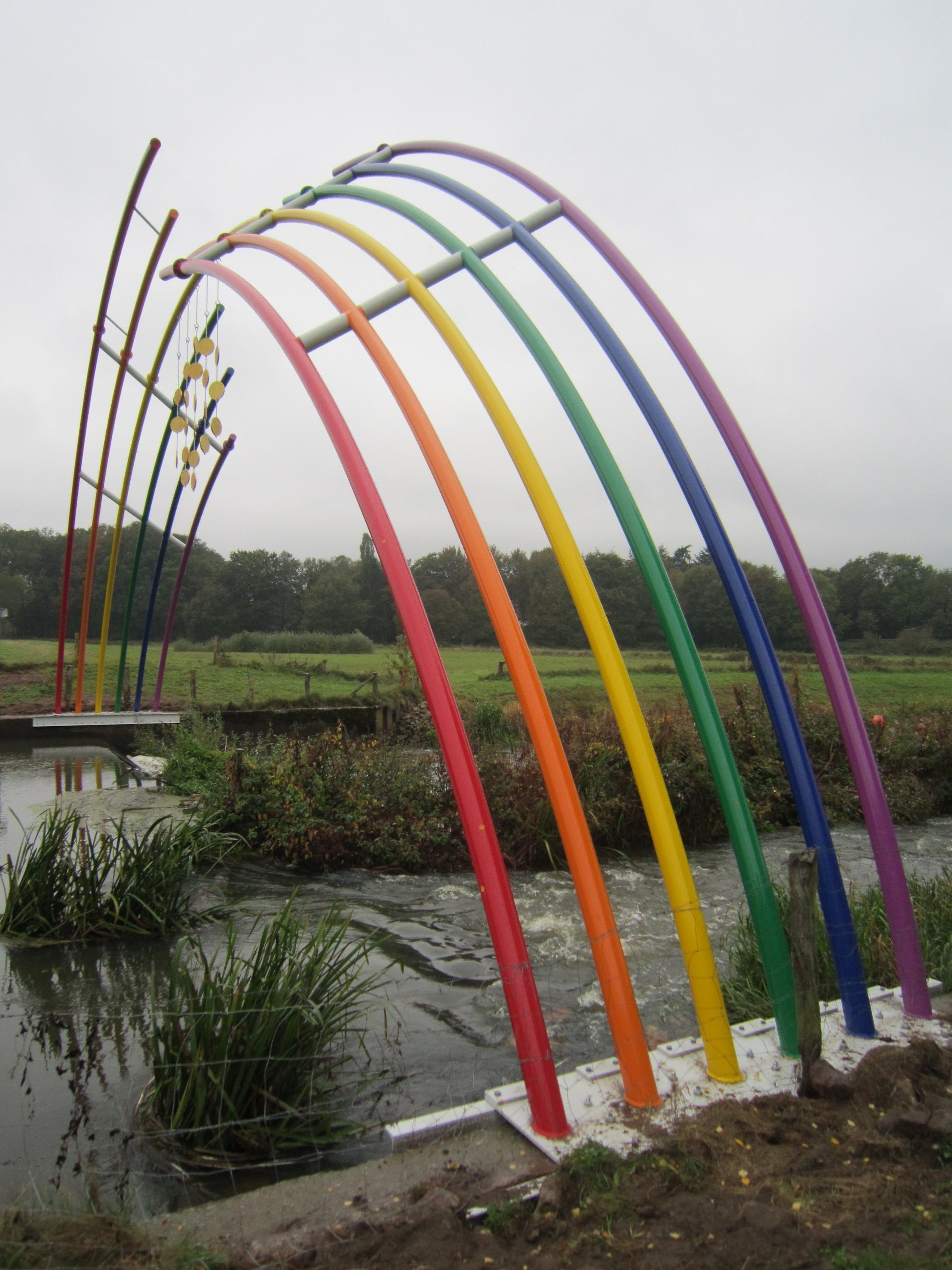
Stahlskulptur Goldregen
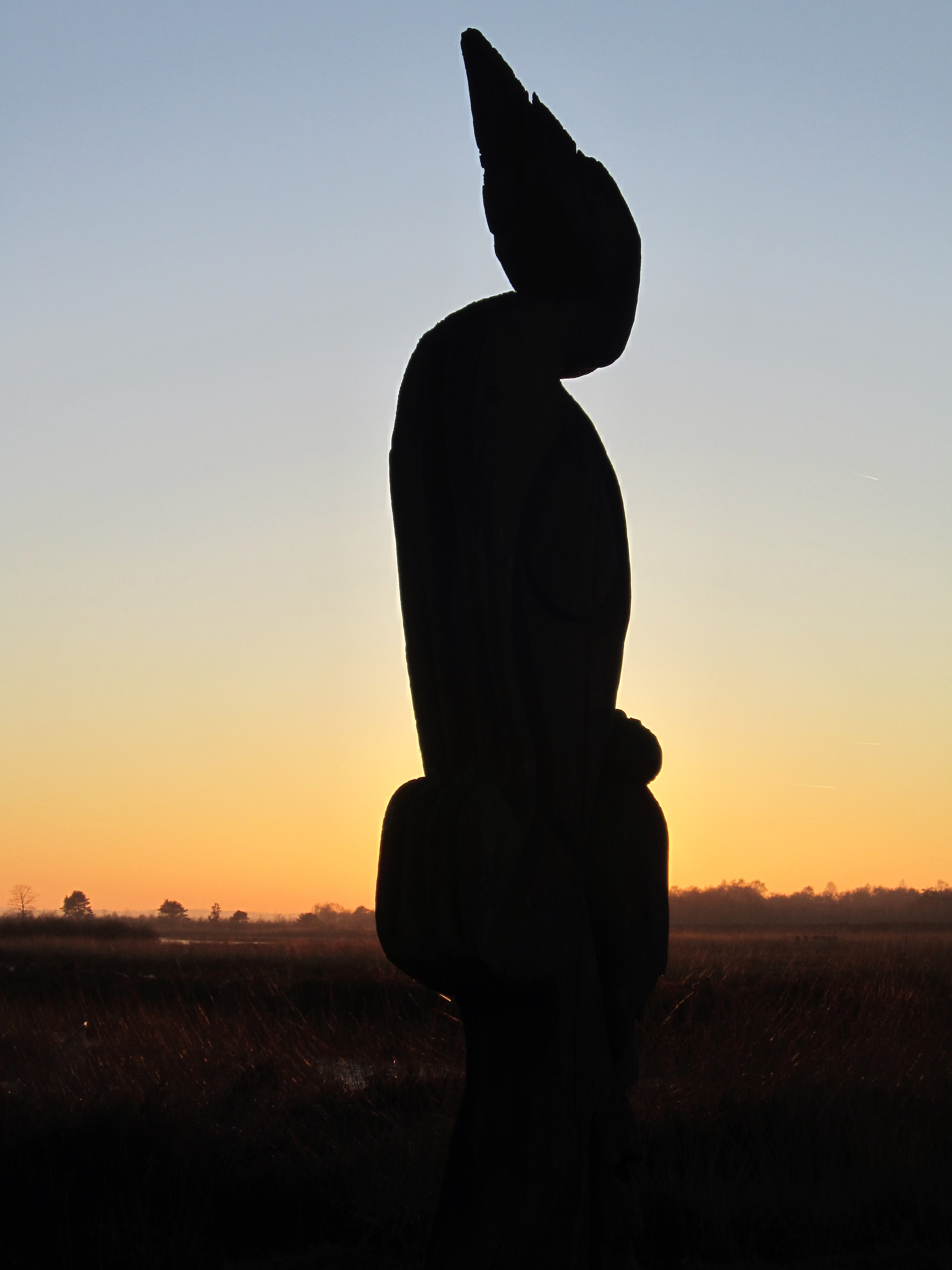
Holzskulptur Kormoran beim „Haus im Moor“

### Blasorchester Ellenstedt
Das Blasorchester wurde 1928 in Ellenstedt, einem Ortsteil der Gemeinde Goldenstedt, gegründet.
Das Orchester leistet jährlich ca. 35–40 Einsätze zu verschiedenen Anlässen. Das Repertoire reicht von klassischer Marschmusik über Volksmusik bis hin zu Medleys aus bekannten Musicals. Vorstand und Dirigent des Vereins erwarten von den Mitgliedern eine Ausbildung an einer kommunalen Musikschule. Die weitere Ausbildung und die spätere Eingliederung von Jugendlichen in das Orchester ist ein Hauptanliegen des Vereins.

### Natur

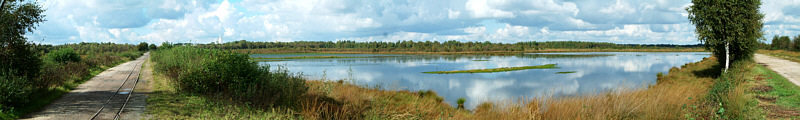
Blick auf einen Bereich des Goldenstedter Moors, den nördlichsten Teil des Großen Moors

Am Rande des Naturschutzgebietes Goldenstedter Moor befindet sich das überregional bekannte Naturschutzinformationszentrum mit dem Haus im Moor, kurz NIZ genannt. Dem NIZ ist ein Garten angeschlossen, in dem vom Aussterben bedrohte, regional bedeutsame Obstsorten angebaut werden. Zwischen dem NIZ in Goldenstedt und dem „Barnstorfer Umwelt-Erlebnis-Zentrum (BUEZ)“ verkehrt in der warmen Jahreszeit regelmäßig die Bimmelbahn Jan Spieker, ins Moor eine Feldbahn für Touristen.
Große Teile der Gemeinde Goldenstedt gehören zum Naturpark Wildeshauser Geest, u. a. auch das Herrenholz und das Landschaftsschutzgebiet Goldenstedter Mühlenbach, das sich von dessen Quelle bis zum westlichen Rand des Ortskerns erstreckt. Östlich von ihm trennt die Bachaue den Mehrgenerationenpark im Norden von Bredemeyers Hof im Süden. Entlang dem Goldenstedter Mühlenbach verläuft durch den Mehrgenerationenpark hindurch ein Wanderweg zur Hunte und zum Erholungsgebiet Hartensbergsee.

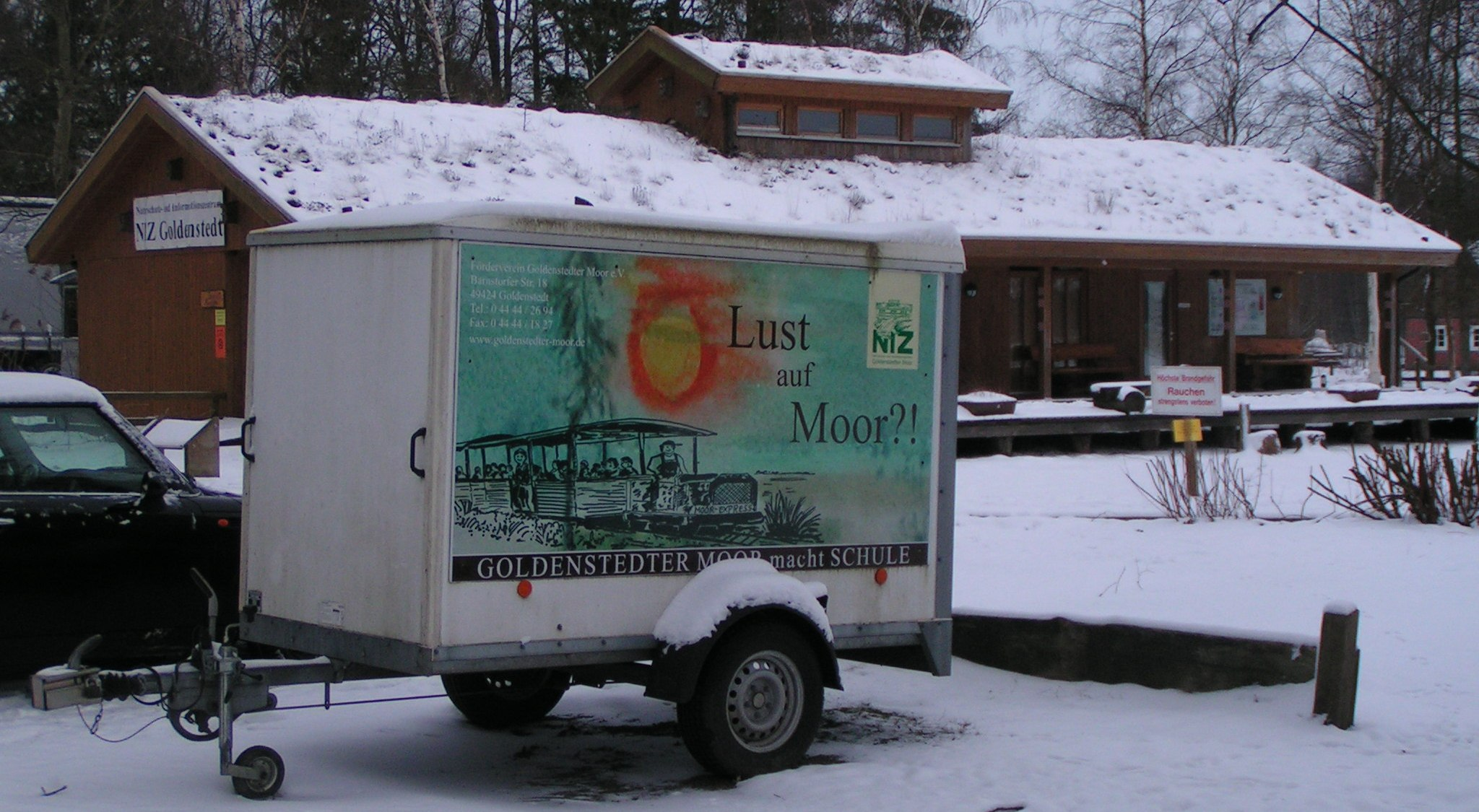
Haus im Moor – Eigenwerbung
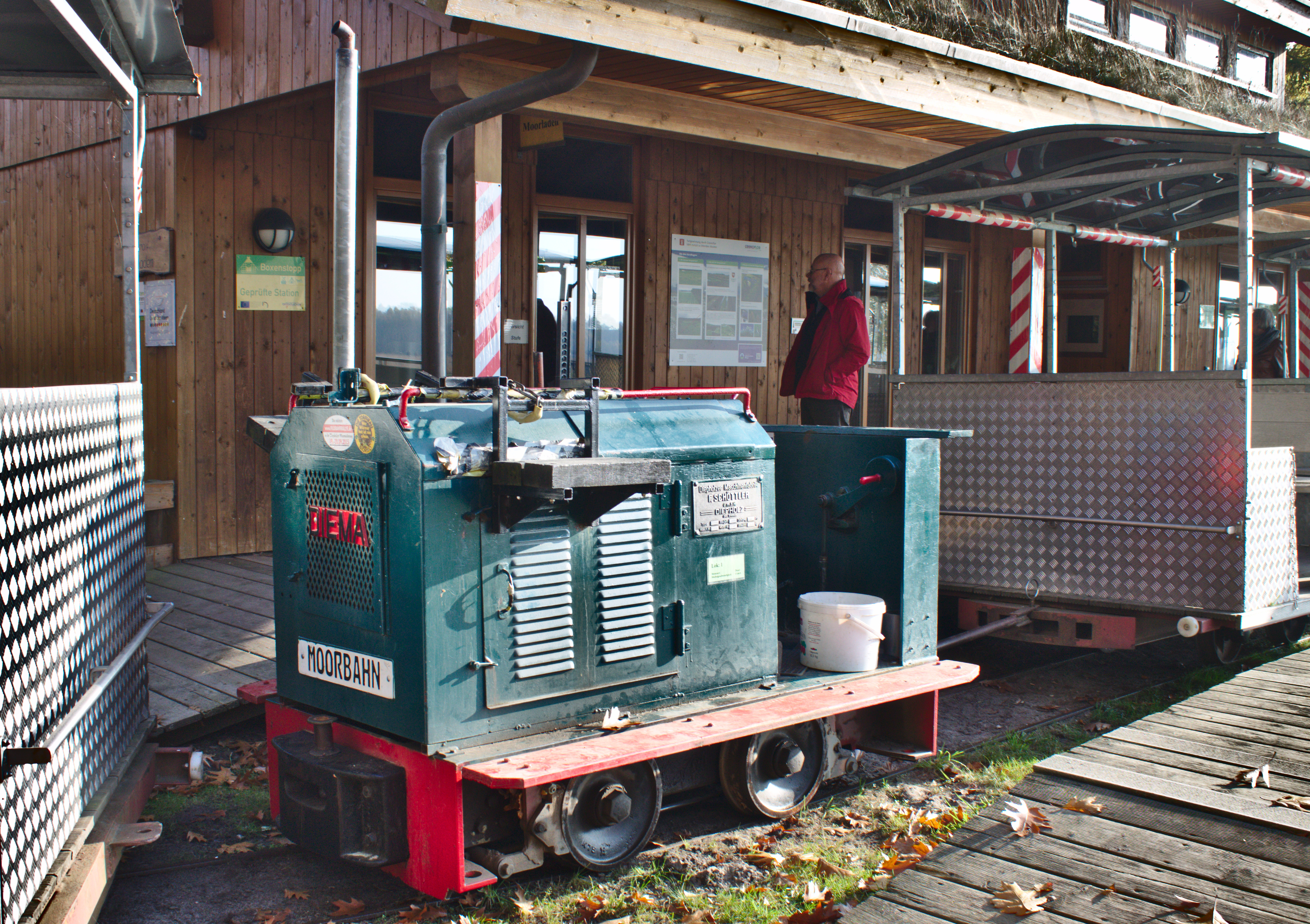
Moorbahn beim Bahnhof Haus im Moor
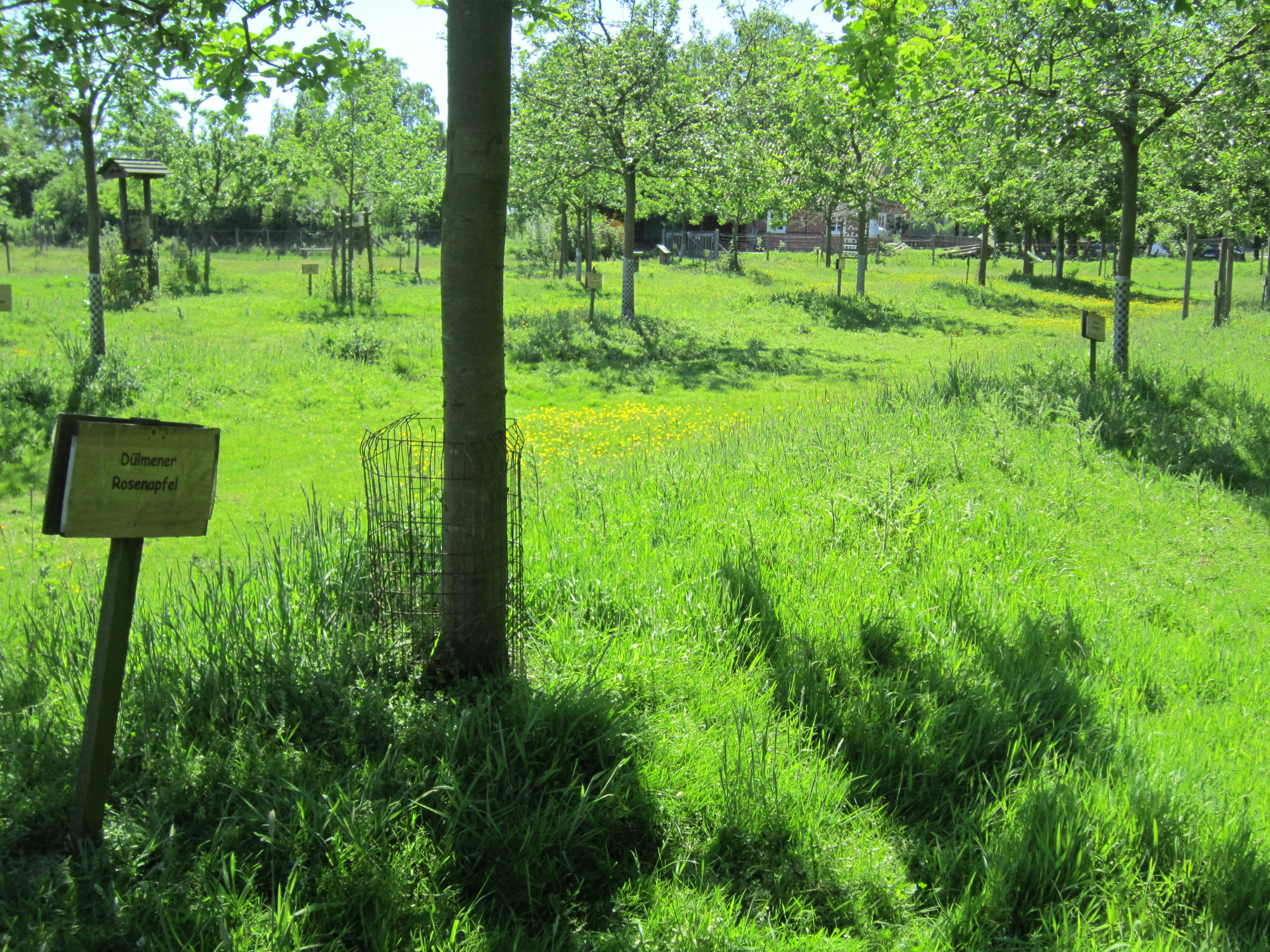
Obstgarten beim Haus im Moor
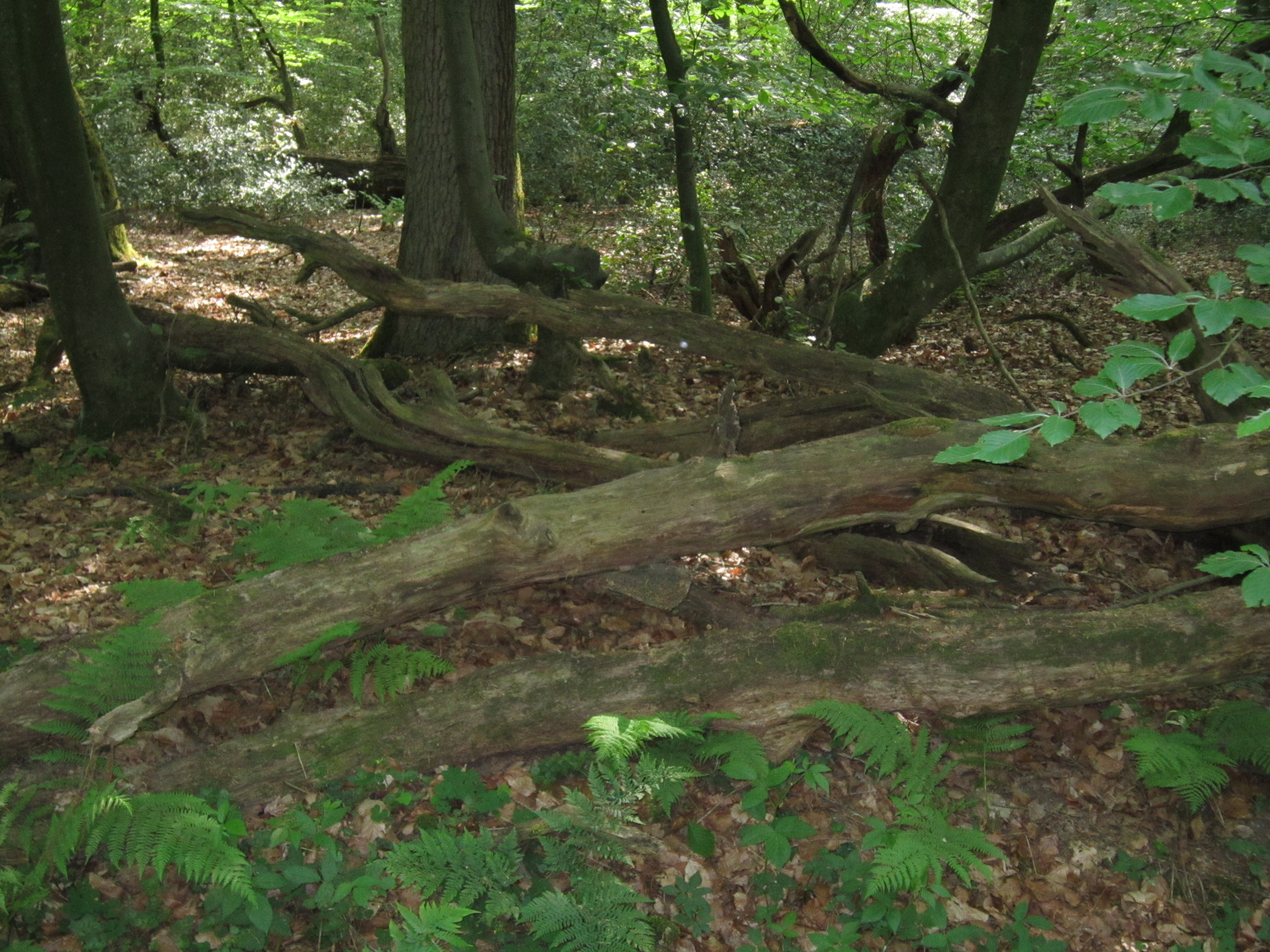
Naturwald Herrenholz
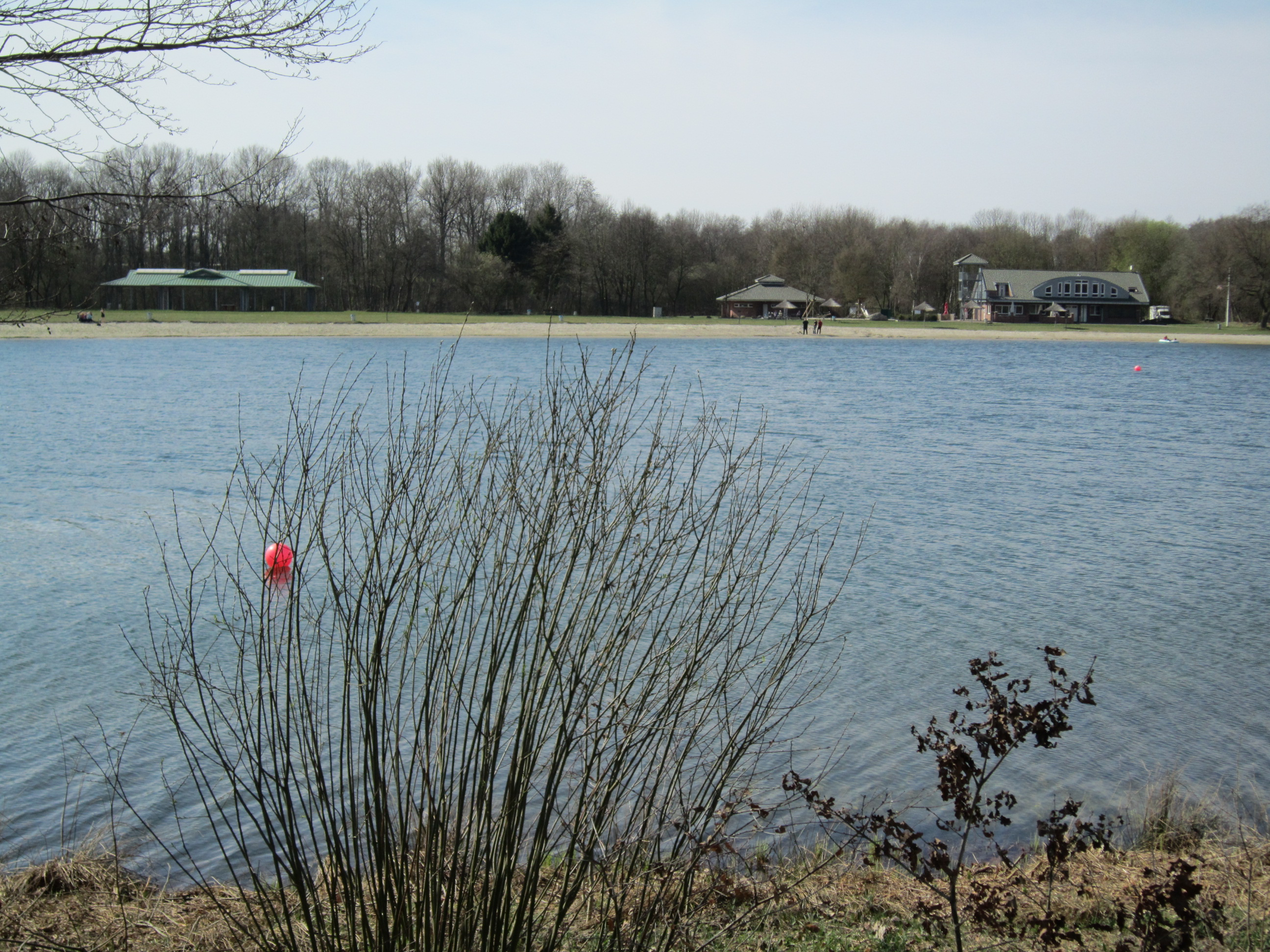
Hartensbergsee
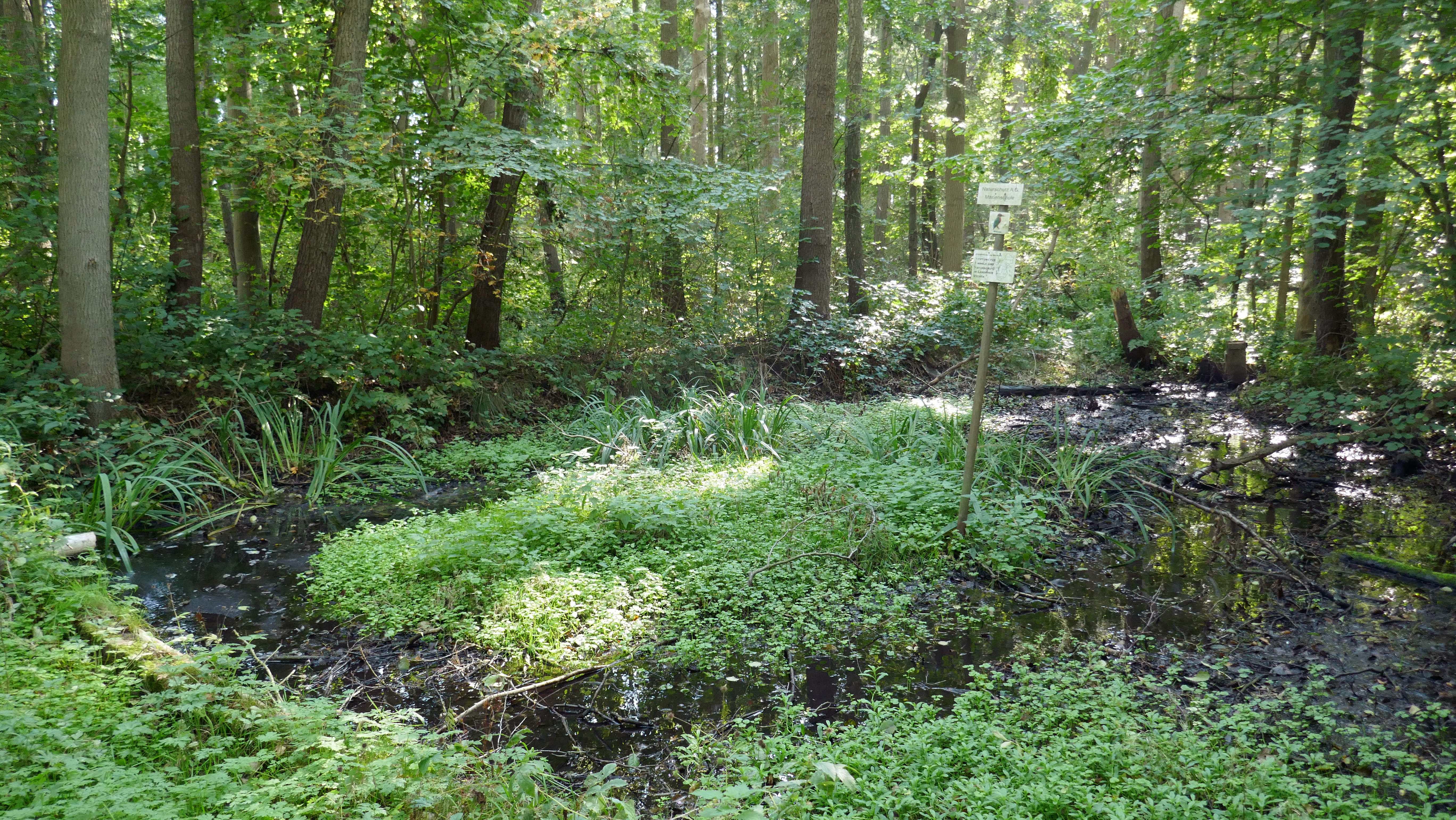
Tal des Goldenstedter Mühlenbachs oberhalb des Ortskerns
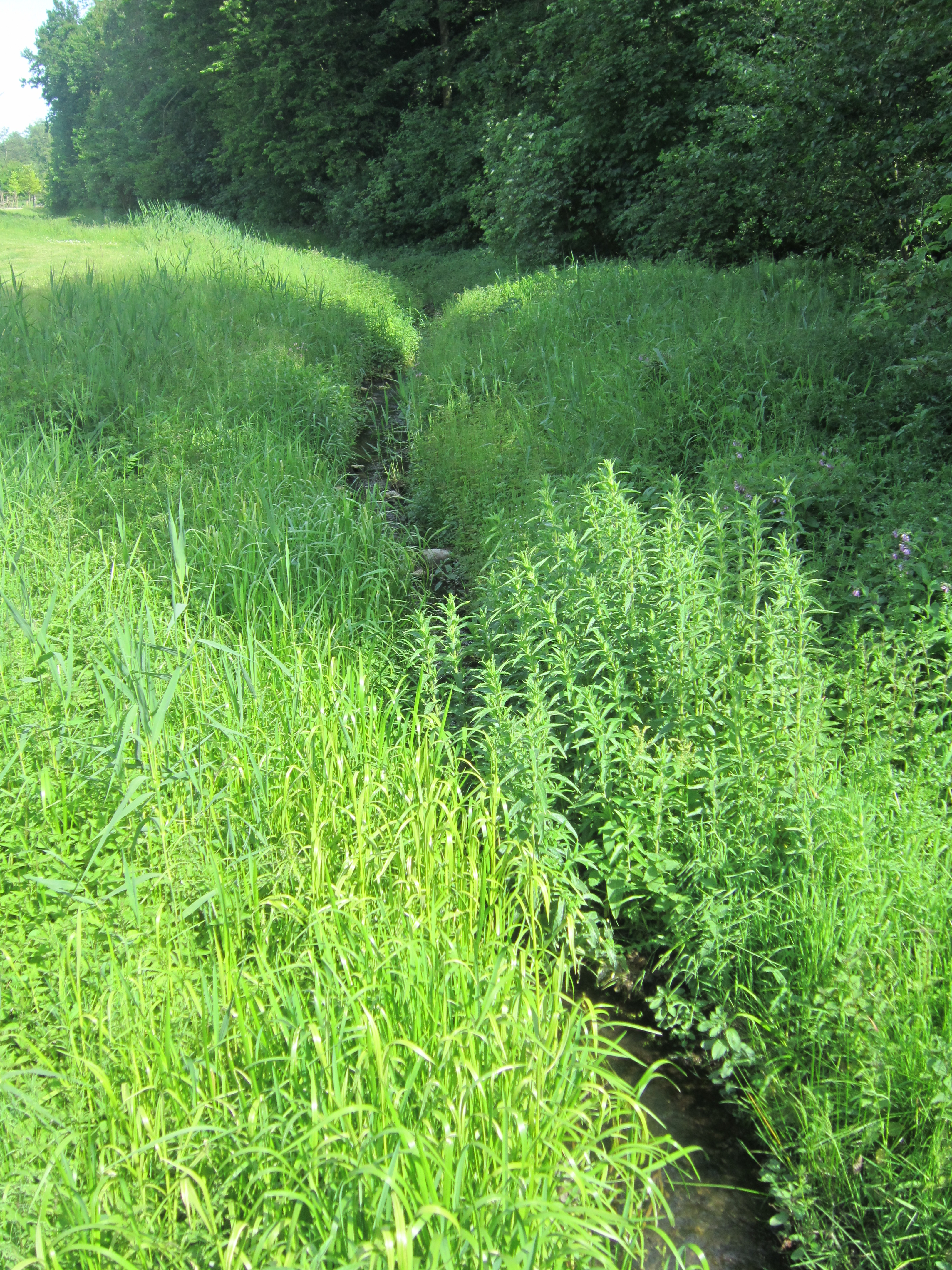
Goldenstedter Mühlenbach zwischen dem Mehrgenerationenpark und Bredemeyers Hof

### Sport
Seit 2003 findet jährlich der Moormarathon statt.

## Wirtschaft und Infrastruktur

### Unternehmen und Branchenstruktur
Die Wirtschaftsstruktur in Goldenstedt ist geprägt durch Kleine und mittlere Unternehmen aus den Branchen Holz (u. a. Fensterbau, Sägereien, Gastronomieeinrichtungen), Maschinenbau und metallverarbeitende Industrie (u. a. Förder- und Anlagentechnik, Edelstahlverarbeitung, Landmaschinen- und Fahrzeugbau), sowie durch zahlreiche Handwerksbetriebe. Die ehemals dominante Agrarwirtschaft hat sich durch einen zunehmenden Konzentrationsprozess in einige hochspezialisierte Segmente differenziert. Sie stellt weiterhin einen bedeutenden Anteil der Wirtschaftskraft Goldenstedts dar, ist aber auf Grund der sinkenden Betriebszahlen und sinkenden Beschäftigtenzahlen keine Zukunftsbranche in der Gemeinde Goldenstedt.

### Verkehr
Goldenstedt liegt direkt an der Bahnstrecke Delmenhorst–Hesepe. Es gibt Bahnhöfe in Goldenstedt und Lutten, die jeweils im Stundentakt durch die Züge der NordWestBahn (RB 58 Osnabrück – Bremen) bedient werden.
Seit August 2006 ist die Ortsdurchfahrt durch Goldenstedt für den Schwerlastverkehr gesperrt. Die Ortsdurchfahrt Lutten (Kreisstraße 254) ist hingegen stark vom LKW-Verkehr belastet, weshalb die Bevölkerung nun ein Bürgerbegehren zum Durchfahrtsverbot anstrebt. Der Lieferverkehr ist davon ausgenommen.
Die in West-Ost-Richtung verlaufende Landesstraße 881 verbindet, von Twistringen (Kreis Diepholz) kommend, Goldenstedt mit Lutten und führt weiter bis in die Vechtaer Innenstadt. Zur Bundesstraße 69 (von Diepholz zur Bundesautobahn 1) gelangt man, indem man kurz hinter der Gemeindegrenze an einem Kreisverkehr in die Nordumgehung Vechtas abbiegt.

### Energie
In Ellenstedt existiert ein Windpark. Dort stürzte im Jahr 2002 eine Windkraftanlage mit 70 Metern Nabenhöhe um.

## Persönlichkeiten

### Söhne und Töchter der Gemeinde
- Carl Unkraut (* 1731 in Goldenstedt; † 1823 in Köln), Kartäusermönch und Prior der Kartausen Hildesheim und Vogelsang
- Franz Morthorst (* 13. Dezember 1894 in Goldenstedt; † 6. Juli 1970 in Cloppenburg), katholischer Geistlicher
- Hans-Jürgen Möller (* 15. Juli 1945 in Goldenstedt), Psychiater und Hochschullehrer
- Renate Geuter (* 27. Dezember 1952 in Goldenstedt), Mitglied des Niedersächsischen Landtags (SPD) von 2003 bis 2017
- Dirk Dasenbrock (* 10. September 1954 in Goldenstedt; † 17. Januar 2021 in Oldenburg i. O.), deutscher Schriftsteller und Journalist

### Persönlichkeiten, die mit der Gemeinde verbunden sind
- Klaus von Klitzing (* 28. Juni 1943 in Schroda/Posen), aufgewachsen in Lutten, einem inzwischen eingemeindeten Ortsteil von Goldenstedt, und Essen (Oldb), 1985 Nobelpreis für Physik zum Thema „Quanten-Hall-Effekt“
- Bernhard Brockmann (1931–2018), Rechtsanwalt, Notar und Regionalhistoriker
- Uwe Oswald (* 1953 in Gorndorf (Thüringen)), wichtigster Auftragnehmer der Goldenstedter Skulpturenmeile

## Sonstiges
- In Goldenstedt spielt der 2000 veröffentlichte Roman „und an den Füßen eine goldene Uhr“ von Bernd Kessens.